# Trinitat Pradell Cara
Trinitat Pradell Cara (Barcelona, 8 de març de 1961) és una física, investigadora, professora universitària i acadèmica catalana.
Llicenciada en Física i doctora en Ciències físiques per la Universitat de Barcelona (UB), Trinitat Pradell ha treballat a l'Institute for Advanced Materials del Joint Research Centre i, posteriorment, es va incorporar a la Universitat Politècnica de Catalunya (UPC). El curs 2002-2003, gaudí d'un any sabàtic a la Universitat d'Oxford, i el 2010 estevinguè catedràtica del Departament de Física d'aquesta universitat. Estudià la tecnologia de producció i l'estat de conservació de materials historicoartístics i aportà dades a la investigació històrica.
La seva recerca té com a objectiu analitzar materials per a la història més enllà de la simple documentació, per tal d'obtenir informació d'interès per a historiadors i conservadors i, també estudiar la tecnologia de producció identificant els canvis experimentats al llarg del temps per materials i processos, així com descobriments tecnològics. Els seus estudis intenten recuperar el coneixement perdut i constitueixen, alhora, un instrument útil per a historiadors, arqueòlegs i conservadors, com és el patrimoni material.
L'any 2022 se li va atorgar la Medalla Narcís Monturiol al mèrit científic i tecnològic de la Generalitat de Catalunya.
El mateix 2022 es va convertir en membre de l'Institut d'Estudis Catalans formant part de la Secció de Ciències i Tecnologia.